# Cyaniris annulata
Cyaniris annulata är en fjärilsart som beskrevs av Henry John Elwes 1906. Cyaniris annulata ingår i släktet Cyaniris och familjen juvelvingar. Inga underarter finns listade i Catalogue of Life.